# Мултан
Мултан (на урду: ملتان; на пенджабски: ملتان) е град в Пакистан. Мултан е с население от 1 871 843 жители (по данни от преброяването от 2017 г.) и площ от 3721 км². Намира са в провинция Пенджаб в централната част на страната, на 966 км от Карачи. Разположен е на 710 метра надморска височина.